# ゴッシズ・ブラフ

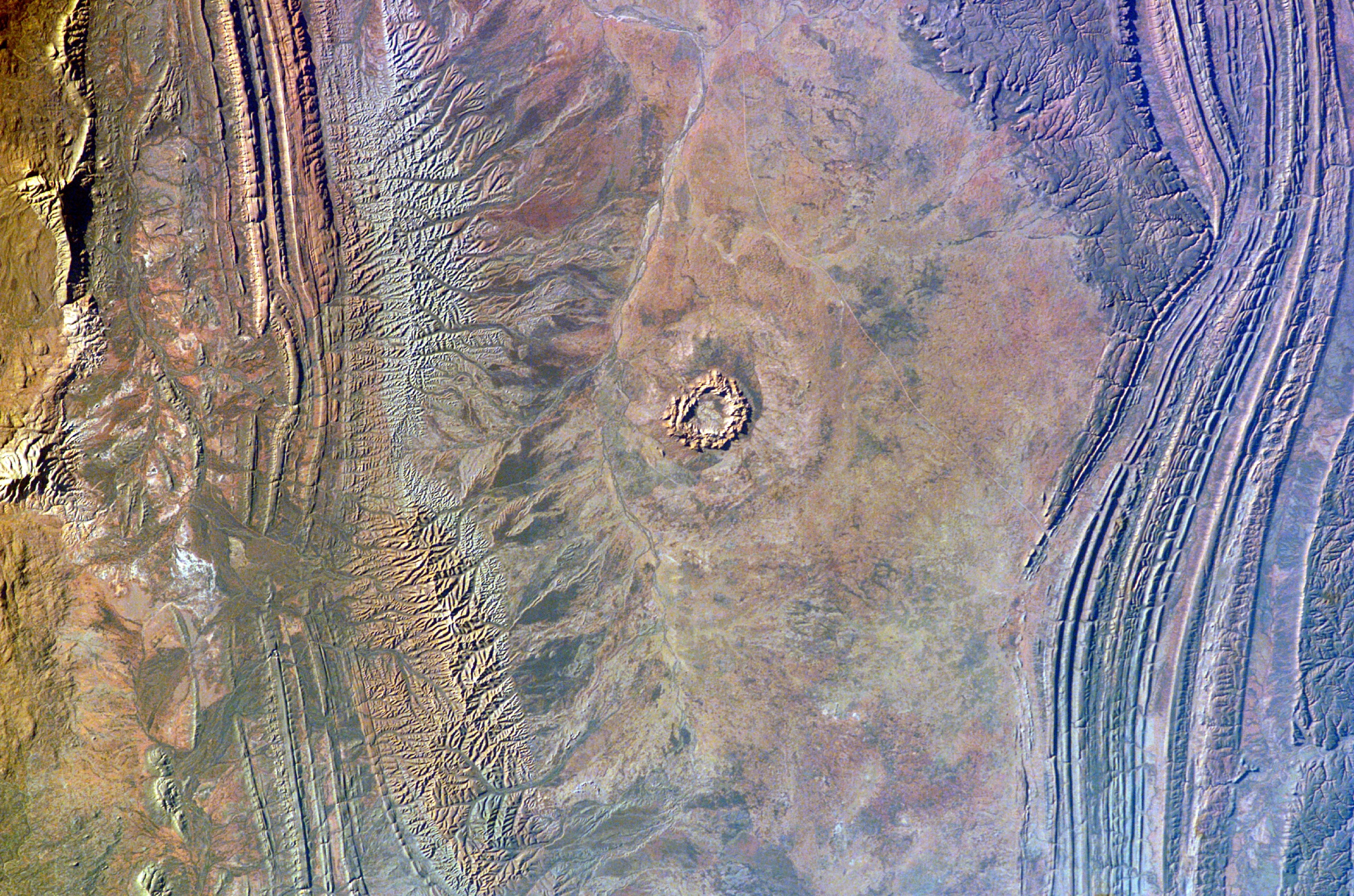
ゴッシズ・ブラフ、ISSからの写真。

ゴッシズ・ブラフ(Gosses Bluff、「ゴスの絶壁」の意)はオーストラリア、ノーザンテリトリー南部の複合クレーターである,。西マクドネル山脈とジェームズ山脈のあいだのミショナリー平原にあり、アリススプリングスのおよそ175 km西に位置する。約1億4250万±80万年前の白亜紀最初期(白亜紀-ジュラ紀境界に非常に近い)に小惑星または隕石の衝突によって形成されたと推定されている。
複合クレーターであり、直径約22 kmだったと推定されるクレーターの縁は風化して消えていて、円形の水系が衛星写真に暗色のリングとして見える。直径5 km、高さ150 mのクレーター形の構造が露出しているが、これは衝突からの跳ね返りで形成された中央丘の風化した残存であると解釈されている。円形岩壁の縁は、破砕化し角礫化したオルドビス紀～デボン紀の砂岩・頁岩からなり、その周りは砕屑物斜面となっていて当初のクレーター面をしのばせる。壁は東側に切れ込みがあり、そこから小川が流れる。現在の地表はもともとのクレーター面より約2 km低く、もともとのクレーターの多くは浸食によって消えている。この地表構造が衝突起源であることは1960年代に最初に提唱され、豊富なシャッターコーンがその最も強力な証拠となった 。衝突した小惑星または彗星は、直径1 km～2 kmの比較的低密度な物体と推定され、地下4000m以上にわたって古生代の層序が擾乱されている。
ゴッシズ・ブラフは1872年に探検家アーネスト・ジャイルズ(Earnest Giles)によってハリー・ゴス(Harry Gosse)にちなんで命名された。ハリー・ゴスは当時新設されたアリススプリングス電話局のオペレーターで、著名な探検家ウィリアム・クリスティー・ゴスの兄弟である。
この場所はアボリジニ、西アランタ族の聖地であり、彼らはトノララ(Tnorala)と呼んでいる。ゴッシズ・ブラフを含む地がトノララ自然保護区(Tnorala Conservation Reserve)に指定されている。ウルル (エアーズロック)は約200 km南西にある。
過去にこのクレーターは石油探査の対象となり、二つの調査油井が中央付近にある。

## 原住民に伝わる神話
ドリーミング（アボリジニ神話）では、女神たちが大空を横切って踊り続けていて、それが天の川である。一人の女神が赤子をゆりかごに寝かせて踊っていた。しかし、ゆりかごは舞台の縁から転げ落ち、地上へと叩きつけられた。このゆりかごはトノララの円形岩壁となった。赤子の母親は夕方の星として、父親は朝方の星として毎夜毎朝、いなくなった赤子を探し続けている。